# Nina Rosenblum
Nina Rosenblum (* 20. September 1950 in New York City) ist eine US-amerikanische Filmregisseurin und Filmproduzentin.

## Leben
Nina Rosenblum ist eine der beiden Töchter des Fotografen Walter Rosenblum (1919–2006) und der Fotohistorikerin Naomi Rosenblum, geb. Baker (1925–2021). Sie studierte an der Cooper Union und erlangte ihren Masterabschluss am Queens College. Danach lehrte sie als Assistant Professor für Kunst am Union College. 1975 heiratete sie Paul O. Le Clerc, Associate Professor für Französische Literatur am Union College in Schenectady.
1980 gründete Rosenblum zusammen mit ihrem derzeitigen Ehemann Daniel V. Allentuck (* 1950, Sohn der Schauspielerin Maureen Stapleton) das New Yorker Filmproduktionsunternehmen Daedalus Productions, Inc. Dabei handelt es sich um ein Not-for-Profit-Unternehmen, das auf nicht-fiktionale Filme spezialisiert ist.
Ihr erster Film, Amerika und Lewis Hine, war eine Dokumentation über den Fotografen Lewis Hine. Hine und Rosenblums Vater kannten sich durch ihre Mitgliedschaft in der Photo League, einer in den 1930er/1940er Jahren in New York aktiven Gruppe von Fotografen. Nach Hines Tod und Auflösung der Photo League bewahrte Walter Rosenblum zwischenzeitlich dessen fotografischen Nachlass auf und wurde ein anerkannter Hine-Experte. Nina Rosenblum hatte dadurch schon früh Kontakt zu Hines Werk und wurde bei ihrem Filmprojekt von ihren Eltern unterstützt. Sie produzierte Amerika und Lewis Hine gemeinsam mit Allentuck und führte außerdem Regie. Nach drei Jahren Arbeit an dem Projekt feierte der Film schließlich seine Premiere 1984 auf dem New York Film Festival. Auch wurde er von PBS im Fernsehen ausgestrahlt. Er bekam positive Kritiken (The New York Times, Variety) und wurde unter anderem mit dem Spezialpreis der Jury für Dokumentarfilme auf dem Sundance Film Festival 1985 ausgezeichnet.
Beachtung erzielte auch Rosenblums Dokumentarfilm Liberators – Befreier (Liberators: Fighting on Two Fronts in World War II, 1992), den sie zusammen mit William Miles drehte. Er zeigt Einsätze des US-amerikanischen Panzerbataillons 761st Tank Battalion, das hauptsächlich aus afroamerikanischen Soldaten bestand, im Zweiten Weltkrieg und Interviews mit den Veteranen. Als Sprecher agiert Denzel Washington. Für diesen Film wurden Rosenblum und Miles bei der Oscarverleihung 1993 in der Kategorie Bester Dokumentarfilm nominiert.
Mehrfach griff Rosenblum in ihren Dokumentarfilmen die Problematik fragwürdiger Inhaftierungen und Zustände in amerikanischen Gefängnissen auf (z. B. Through the Wire, 1990 und Lock-Up: The Prisoners of Rikers Island, 1994). Ein anderes wiederkehrendes Thema sind Fotografen, hierzu zählen unter anderem ein Porträt ihres Vaters (Walter Rosenblum: In Search of Pitt Street, 1999), eine Dokumentation über die Modefotografinnen und Zwillingsschwestern Frances McLaughlin Gill und Kathryn Abbe (Twin Lenses, 2005) und eine weitere über die Geschichte der Photo League (Ordinary Miracles: The Photo League's New York, 2012). Weitere Filme behandeln unter anderem das Schicksal einer jungen Frau, die bei den Madrider Zuganschlägen verletzt wurde (Zahira: ‘la que florece‘, 2004), und des Offiziers Ehren Watada, der den Einsatzbefehl für den Irakkrieg verweigerte (In the Name of Democracy, 2009).
Rosenblum lehrte Dokumentarfilm-Produktion am Hunter College, an der Columbia University und Tisch School of the Arts.

## Filmografie
- 1984: Amerika und Lewis Hine (America and Lewis Hine, Dokumentarfilm)
- 1990: Through the Wire (Dokumentarfilm)
- 1992: Liberators – Befreier (Liberators: Fighting on Two Fronts in World War II)
- 1993: The Untold West: The Black West (Fernsehserie)
- 1994: Beat-Down: The Case of Raymond Alvarez (Dokumentar-Kurzfilm)
- 1994: America Undercover: Lock-Up: The Prisoners of Rikers Island (TV-Dokumentar-Reihe)
- 1994: Lock-Up: The Prisoners of Rikers Island (Dokumentarfilm)
- 1995: Slave Ship: The Testimony of the Henrietta Marie (Dokumentar-Kurzfilm)
- 1996: A History of Women Photographers (Dokumentar-Kurzfilm)
- 1999: Walter Rosenblum: In Search of Pitt Street (Dokumentarfilm)
- 2000: The Skin I'm In (TV-Dokumentarfilm)
- 2001: Unintended Consequences (Dokumentar-Kurzfilm)
- 2002: Code Yellow: Hospital at Ground Zero (Dokumentar-Kurzfilm)
- 2004: Zahira: 'la que florece' (Dokumentarfilm)
- 2005: Twin Lenses (Dokumentar-Kurzfilm)
- 2009: In the Name of Democracy: The Story of Lt. Ehren Watada (Dokumentarfilm)
- 2012: Ordinary Miracles: The Photo League's New York (Dokumentarfilm)